# Comarca Alburquerque
Die Comarca Alburquerque ist eine der zwölf Comarcas in der Provinz Badajoz.
Die im Nordwesten der Provinz gelegene Comarca umfasst 6 Gemeinden auf einer Fläche von 1.300,30 km².

## Gemeinden
| Gemeinde                 | Einwohner (2024) | Fläche km² | Dichte Einw./km² | Cod INE | Postleitzahl |
| ------------------------ | ---------------- | ---------- | ---------------- | ------- | ------------ |
| Alburquerque             | 4.998            | 723,23     | 7                | 06006   | 06510        |
| La Codosera              | 2.025            | 69,63      | 29               | 06037   | 06518        |
| Puebla de Obando         | 1.806            | 23,65      | 76               | 06107   | 06191        |
| La Roca de la Sierra     | 1.453            | 109,61     | 13               | 06115   | 06190        |
| San Vicente de Alcántara | 5.204            | 275,31     | 19               | 06123   | 06500        |
| Villar del Rey           | 2.080            | 98,87      | 21               | 06155   | 06192        |
| Comarca Alburquerque     | 17.566           | 1.300,30   | 14               | –       | –            |

## Nachweise
1. ↑  Instituto Nacional de Estadística Municipal Register of Spain
2. ↑  FUENTE: Ministerio de Agricultura, Pesca y Alimentación